# Stanisław Gądecki

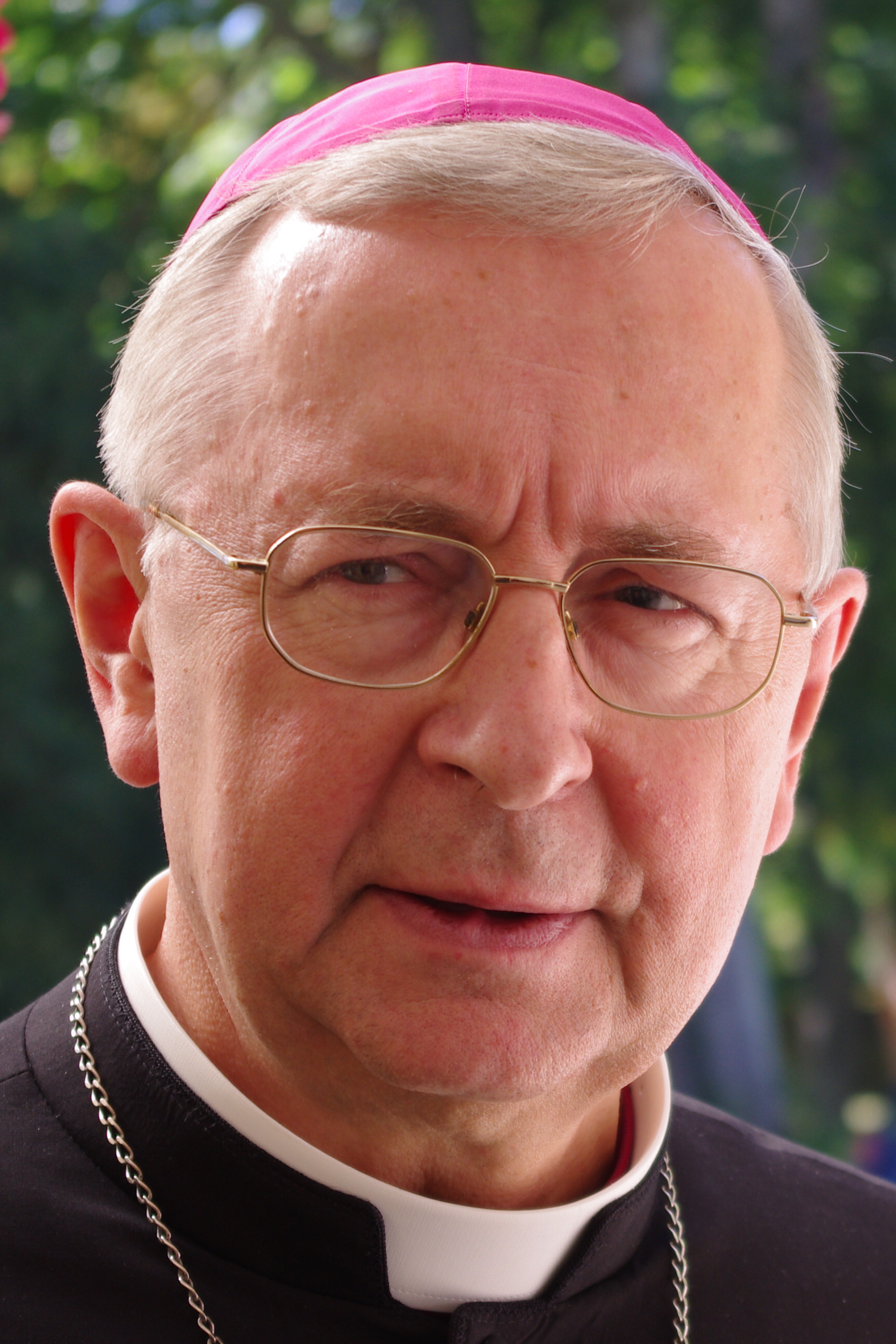
Stanisław Gądecki (2012)

Stanisław Gądecki (sinh năm 1949) là Tổng giám mục của Giáo hội Công giáo người Ba Lan. Ông đang là tổng giám mục đương nhiệm của Poznan, Ba Lan. Ông là, tiến sĩ Khoa học Thần học và từng là Giám mục Phụ tá của Gniezno từ năm 1992 đến năm 2002 và Tổng Giám mục của Poznań từ năm 2002. Ông cũng là Phó Chủ tịch Hội đồng Giám mục Ba Lan (2004-2014), và hiện là Chủ tịch của Hội đồng Giám mục Ba Lan từ năm 2014 và Phó Chủ tịch Hội đồng Giám mục Châu Âu từ năm 2016.

## Cuộc đời
Stanisław Gądecki sinh ngày 19 tháng 10 năm 1949 tại Strzelno. Năm 1967, ông tốt nghiệp trung học. Từ năm 1967 đến năm 1973, ông học triết học và thần học tại Primatial Seminary, Gniezno và được thụ phong linh mục vào ngày 9 tháng 6 năm 1973 tại Nhà thờ chính tòa Gniezno. 
Năm 1973–1981, ông học tại Học viện Kinh thánh Giáo hoàng ở Rôma, lấy bằng Cử nhân. Từ năm 1976 đến 1977, ông theo học trường Cao đẳng Nghiên cứu Kinh thánh Phanxicô ở Jerusalem. Từ năm 1981 đến năm 1982, ông theo học tại Đại học Giáo hoàng St. Thomas Aquinas và tốt nghiệp với bằng tiến sĩ Thần học Kinh thánh.

## Giám mục
Ông là linh mục sư của Nhà thờ John the Baptist kiêm phó trung tâm hội thảo thần học ở Gniezno và từ năm 1992 đến năm 2002 giám mục chính thức của Rubicon.
Vào ngày 28 tháng 3 năm 2002, Giáo hoàng Gioan Phaolô II đã bổ nhiệm ông làm Tổng giám mục Poznań. 
Vào tháng 10 năm 2015, Gądecki đã lên án kịch liệt "cảm xúc từ bi giả tạo" trong mối quan hệ với những người đồng tính, và bác bỏ mọi suy nghĩ lại về đồng tính trong cuộc họp của Thượng hội đồng Giám mục ở Rome.